# قرصعنة بيلارديير
قِرصَعنة بيلارديير (باللاتينية: Eryngium billardierei) نوع نباتي عشبي يتبع جنس القِرصَعنة من الفصيلة الخيمية. سميت على اسم عالم النبات جاك لابيلارديير (بالفرنسية: Jacques Labillardière)‏.

## الموئل والانتشار
موطنه الأصلي بلاد الشام وتركيا والقوقاز.